# Corno Bussola
Il Corno Bussòla - Mont de Boussolaz in francese - (3.022,85 m s.l.m.) è una montagna delle Alpi Pennine collocata nei Contrafforti valdostani del Monte Rosa. Si trova in Valle d'Aosta.

## Toponimia

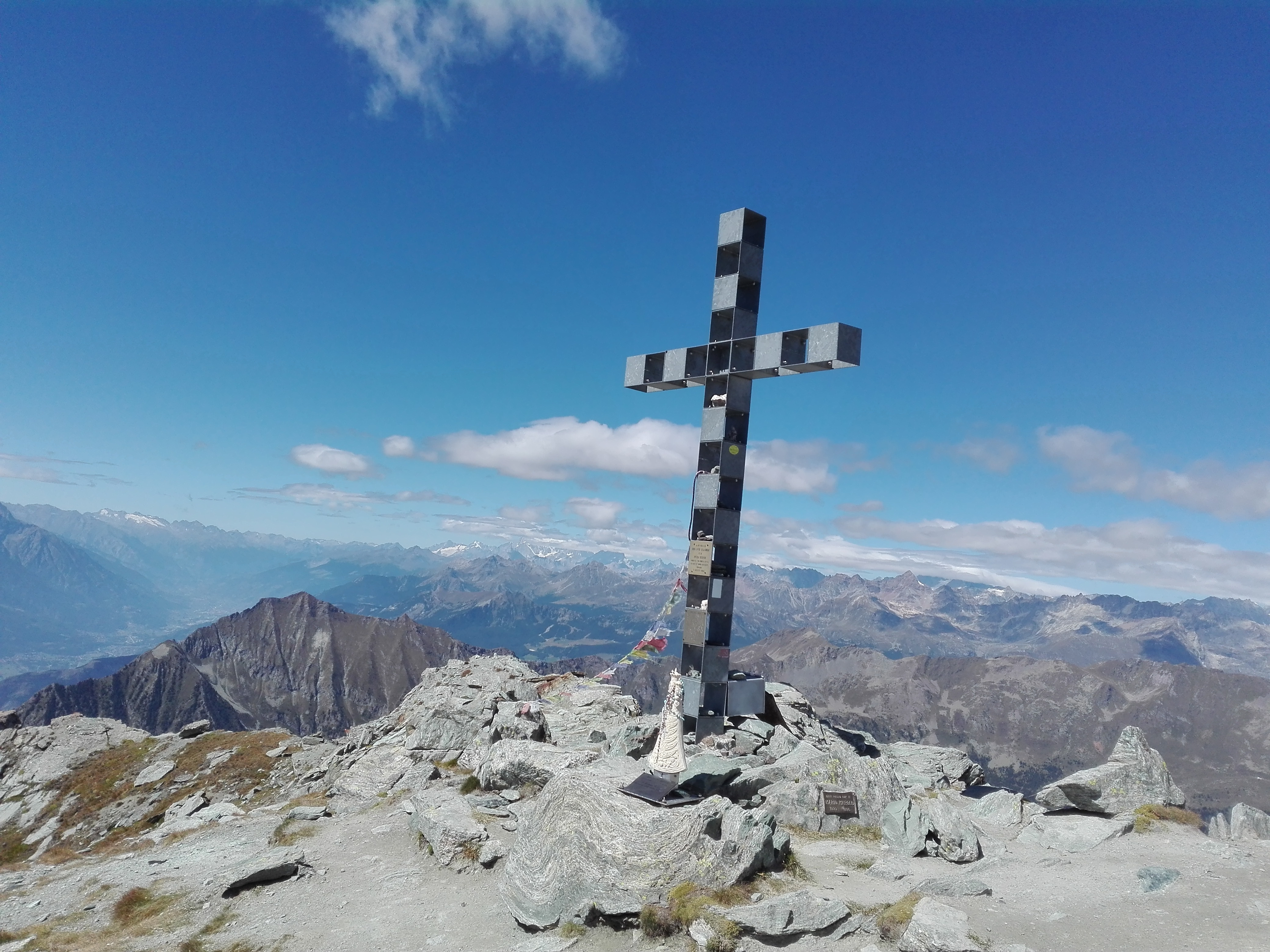
La croce in vetta alla montagna.

Sebbene il nome italianizzato rimandi all'idea della bussola, il toponimo originale non si riferisce a questo oggetto e va pronunciato, secondo le regole di pronuncia del patois valdostano, come una parola piana, vale a dire con l'accento tonico sulla penultima sillaba  (bussòla).
Secondo la pronuncia del patois valdostano, il nome "Boussolaz" va pronunciato omettendo la "z" finale, quindi "Bussòla", come per molti altri toponimi e cognomi valdostani e delle regioni limitrofe (la Savoia, l'Alta Savoia e il Vallese).

Questa particolarità, che si discosta dalle regole di pronuncia della lingua francese standard, risale a uno svolazzo che i redattori dei registri del regno di Piemonte-Sardegna erano soliti aggiungere alla fine dei toponimi o dei nomi da pronunciare come dei parossitoni, cioè con l'accento sulla penultima sillaba, molto diffuso in francoprovenzale. In seguito, questo piccolo segno è stato assimilato a una zeta, e spesso viene erroneamente pronunciato, sia dagli italofoni che dai francofoni.

## Caratteristiche
La montagna si trova in Val d'Ayas tra il vallone di Mascognaz (a nord) e la conca di Palasinaz. In particolare si trova lungo la cresta che staccandosi dal Corno Vitello, passando per la Punta Palasina e la Punta del Lago (2.816 m) arriva al Corno Bussola e poi si abbassa su Extrepierre, frazione di Brusson. Tale cresta a sud forma il vallone di Estoul, frazione di Brusson ed a nord il vallone di Mascognaz, frazione di Ayas.
Dalla vetta si gode di un ampio panorama sui principali gruppi alpini della Valle d'Aosta e sulla valle stessa.

## Salita alla vetta

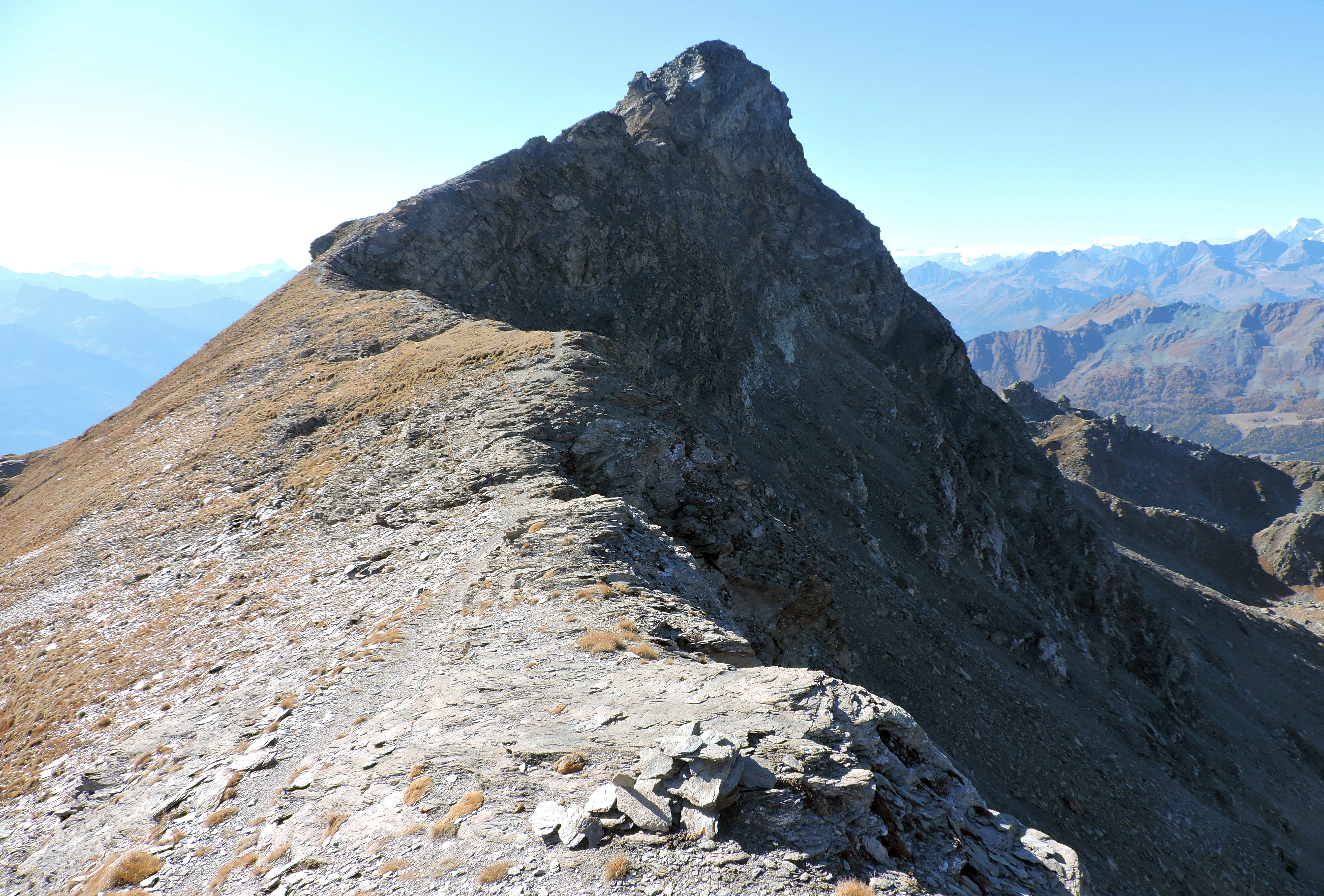
Vista da est

Si può salire sulla vetta partendo dal Rifugio Arp. Dal rifugio si tratta di costeggiare diversi dei laghi di Palasina, poi salire al Colletto Bussola (2.805 m) ed infine risalire il versante sud della montagna.  La difficoltà della salita è data come EE. Dalla cima, sulla quale sorge una alta croce di vetta metallica, si gode di un vastissimo panorama e si possono vedere molte delle più note montagne delle Alpi occidentali tra le quali 
i Breithorn, il Castore, il Polluce, la Testa Grigia, i Liskamm, la Punta Dufour, il Cervino, il Corno Bianco e, più lontano, Monviso, Gran Paradiso, Monte Bianco e Grand Combin.